# Augusto Gómez Villanueva
Augusto Gómez Villanueva (Aguascalientes, Aguascalientes; 23 de agosto de 1929) es un diplomático y político mexicano, miembro del Partido Revolucionario Institucional. Ha ocupado numerosos cargos políticos desde la década de 1960, siendo en seis ocasiones diputado federal, en una senador de la República, embajador en Italia y en Nicaragua y primer titular de la antigua Secretaría de la Reforma Agraria. 
Su principal liderazgo político estuvo en el sector campesino del PRI; muy cercano a Luis Echeverría Álvarez, quien fue presidente de México de 1970 a 1976, es considerado como uno de los principales representantes de la corriente política liderada por éste; y uno de los políticos con más experiencia en México.

## Biografía
Augusto Gómez Villanueva siempre ha sido conocido por su vinculación con el expresidente Luis Echeverría Álvarez. Inició su carrera política durante el paso de este por la Secretaría de Gobernación durante el gobierno de Gustavo Díaz Ordaz. Echeverría lo impulsó como líder de la Confederación Nacional Campesina (donde acrecentó su liderazgo de las organizaciones campesinas) y diputado federal a la XLVI Legislatura de 1964 a 1967 que presidió, y contestó el primer informe de gobierno de Gustavo Díaz Ordaz. En 1969, como líder de la CNC,  encabezó la proclamación de Echeverría como candidato del PRI a la Presidencia de México y fue uno de los principales líderes de la Campaña. Fue sustituido por Alfredo V. Bonfil en ese año.
Al tomar posesión, Echeverría lo designó jefe del Departamento de Asuntos Agrarios y Colonización (DAAC), que era el encargado de atender el reparto de la tierra y los reclamos campesinos; desde este puesto, que en 1975 fue elevado al rango de Secretaría de Estado con el nombre de Secretaría de Reforma Agraria y de la que fue primer titular, sustentó a las masas campesinas como principal base de apoyo del gobierno de Echeverría, que se calificaba como de izquierda.
En 1975, Gómez Villanueva dejó el gabinete de Luis Echeverría Álvarez para ser secretario general del PRI y candidato a diputado federal. Elegido para el cargo en la L Legislatura, fue nombrado presidente de la Cámara de Diputados, considerado como principal representante de Echeverría para tratar de seguir influyendo en el nuevo gobierno de José López Portillo, se enfrentó con el secretario de Gobernación de este, Jesús Reyes Heroles. Finalmente, a inicios de 1977, fue obligado a renunciar a su diputación y nombrado embajador de México en Italia, bajo amenazas de extender las acusaciones de corrupción que ya tenían en la cárcel a su sucesor en Reforma Agraria, Félix Barra García.
Al término de su gestión en Italia y del gobierno de López Portillo retornó al país y aunque ya no ocupó nunca puestos de primer nivel, siempre ha permanecido vigente en la política como principal representante del denominado Echeverrismo, saliendo en defensa del gobierno y personalidad de Luis Echeverría en numerosas ocasiones, sobre todo en contexto de las acusaciones contra éste por su actuación en los eventos de 1968 y 1971.
Nuevamente fue diputado a la LVIII Legislatura e incluso pretendió ser nuevamente candidato a diputado federal en 2006, aunque no lo logró. En 1982 fue nombrado embajador en Nicaragua.
El político es autor del libro Relatos de mi padre y el México que yo viví, texto autobiográfico con referencia a su progenitor, el líder ferrocarrilero Macario J. Gómez. También escribió Nacionalismo revolucionario: orígenes socioeconómicos de la doctrina internacional de la Revolución Mexicana, y El campo que yo conocí.